# استان بولیوار (پرو)
استان بولیوار (به اسپانیایی: Provincia de Bolívar) یک منطقهٔ مسکونی در پرو است که در منطقه لا لیبرتاد واقع شده‌است.
 استان بولیوار ۱٬۷۱۸٫۸۶ کیلومتر مربع مساحت و ۱۷٬۵۵۰ نفر جمعیت دارد و ۳٬۵۲۵ متر بالاتر از سطح دریا واقع شده‌است.